# الطاوس (الطاوس)
الطاوس هي إحدى مشيخات المملكة المغربية، تتبع جغرافيا لإقليم الرشيدية وإداريًا لالطاوس. يقدر عدد سكانها بـ 1107 نسمة حسب الإحصاء الرسمي للسكان والسكنى لسنة 2004.